# Dipodillus bottai
Espèce
Synonymes
- Gerbillus bottai (Lataste, 1882)

Statut de conservation UICN

 DD  : Données insuffisantes
Dipodillus bottai est une espèce de rongeurs de la famille des Muridés.
Synonymes :
- Gerbillus bottai [1]
- Dipodillus (Petteromys) bottai[2]